# Valdemir Vicente Andrade Santos
Valdemir Vicente Andrade Santos (Aracaju, 5 de janeiro de 1973) é um bispo católico brasileiro. É bispo de Juazeiro.

## Biografia
Nasceu na capital sergipana em 5 de janeiro de 1973 filho de Valdemar Vicente dos Santos e de Luzinete Andrade dos Santos. 
Formação intelectual
Ingressou no Seminário Propedêutico Sagrado Coração de Jesus da Arquidiocese de Aracaju em 1994. Cursou de 1995 a 1997 o curso de Filosofia no Seminário Nossa Senhora da Conceição. 
Fez os estudos teológicos em Roma, entre os anos de 1998 a 2001.  
Permaneceu em Roma após a ordenação presbiteral para os estudos em Teologia Dogmática de 2001 a 2003. 
Recebeu a ordenação diaconal em 28 de abril de 2001, e a ordenação sacerdotal no dia 24 de agosto de 2001, por Dom José Palmeira Lessa.

## Atividades durante o presbiterado
Padre Valdemir Vicente, exerceu a função de vigário colaborador na paróquia de San Giuseppe Sposo di Maria na Diocese de Albano, enquanto estudava em Roma. Ao regressar da Itália assumiu o ofício de Pároco na Paróquia São Francisco de Assis no bairro Santos Dumont de 2003 a 2006.
Foi designado como professor do seminário maior e administrador paroquial da Paróquia Nossa Senhora da Soledade em 2004.
Foi reitor do Seminário Propedêutico Sagrado Coração de Jesus de 2006 a 2010. Transferido em seguida ao ofício de pároco da Paróquia Nossa Senhora de Fátima, no bairro Ponto Novo, em Aracaju, onde permaneceu de 2010 até 2013. Concomitantemente foi representante do clero arquidiocesano durante os anos de 2010 a 2014. Recebeu em 24 de setembro de 2013 a designação para assumir a paróquia de Nossa Senhora de Lourdes, no bairro Siqueira Campos, como também se tornou diretor do Colégio Cristo Rei, anexo à paróquia.
Entre as demais funções exercidas se destacam, diretor espiritual do seminário maior, notário nos processos das matérias reservadas a Sé apostólica, Vigário episcopal do Vicariato São Marcos Evangelista da Região Pastoral Norte/Oeste. Chanceler do arcebispado, e finalmente até sua eleição episcopal foi membro do Conselho Presbiteral, membro do Colégio de Consultores e Vigário Geral da Arquidiocese de Aracaju.

## Episcopado
Em 11 de julho de 2018, foi nomeado bispo titular de Castabala e auxiliar da Arquidiocese de Fortaleza, recebeu a ordenação episcopal na Igreja Matriz de Nossa Senhora de Lourdes no dia 24 de agosto de 2018, sendo sagrante principal, Dom João José da Costa, O. Carm., arcebispo de Aracaju e sendo bispos consagrantes Dom José Antonio Aparecido Tosi Marques, arcebispo de Fortaleza e Dom José Palmeira Lessa, arcebispo emérito de Aracaju. Escolheu como lema episcopal: “Fazei tudo para a glória de Deus” (1Co 10, 31).
Foi apresentado como bispo auxiliar de Fortaleza em solene celebração na Catedral Metropolitana de Fortaleza em 6 de outubro de 2018. Sendo posteriormente designado como bispo referencial para vida religiosa e consagrada da Arquidiocese de Fortaleza e referencial para as regiões episcopais São José, Imaculada Conceição, São Pedro e São Paulo (praia).
Foi eleito em 9 de maio de 2019 como bispo secretário do regional Nordeste I da Conferência Nacional dos Bispos do Brasil.
Em 11 de julho de 2024, foi nomeado pelo Papa Francisco bispo da Diocese de Juazeiro